# Sami Al-Najei
Sami Khalil Al-Najei (arabe : سامي خليل النجعي), abrégé Sami Al-Najei, né le 7 février 1997 en Arabie saoudite, est un footballeur international saoudien. Il évolue au poste de milieu de terrain au club d'Al-Nassr FC.

## Carrière

### En sélection
Sami Al-Najei honore sa première sélection le 14 janvier 2017 lors d'un match amical contre le Cambodge remporté sept à deux.
Il est convoqué pour la coupe du monde des moins de 20 ans 2017.
Le 11 novembre 2022, il est sélectionné par Hervé Renard pour participer à la Coupe du monde 2022.

## Statistiques
| Saison                | Club                  | Championnat           | Championnat | Championnat | Coupe(s) nationale(s) | Coupe(s) nationale(s) | Compétition(s) continentale(s) | Compétition(s) continentale(s) | Compétition(s) continentale(s) | Arabie saoudite | Arabie saoudite | Total | Total |
| Saison                | Club                  | Division              | M.          | B.          | M.                    | B.                    | Comp.                          | M.                             | B.                             | M.              | B.              | M.    | B.    |
| 2015-2016             | Al-Nassr              | Professional League   | 2           | 1           | 0                     | 0                     | ACL                            | 0                              | 0                              | -               | -               | 2     | 1     |
| 2016-2017             | Al-Nassr              | Professional League   | 9           | 1           | 2                     | 0                     | -                              | -                              | -                              | 1               | 0               | 12    | 1     |
| Total sur la carrière | Total sur la carrière | Total sur la carrière | 11          | 2           | 2                     | 0                     | -                              | 0                              | 0                              | 1               | 0               | 14    | 2     |